# Nationalpark San Rafael
Der Nationalpark San Rafael liegt im Departamento Caazapá und Departamento Itapúa in der Bergkette Cordillera San Rafael in Paraguay. Er hat eine Fläche von 730 km² und liegt rund 200 km von Asunción entfernt.

## Klima
Das Klima im Nationalpark ist subtropisch mit einer mittleren Jahrestemperatur zwischen 16 und 22 °C und einem jährlichen Niederschlag zwischen 1000 und 2200 mm.

## Flora
Der Nationalpark beherbergt das größte zusammenhängende Stück des noch erhaltenen Atlantischen Regenwaldes in Paraguay. Er enthält außerdem dichte Bambuswälder (Chusquea), Cedrela fissilis, Anadenanthera colubrina, Peltophorum dubium, Yvyraro (deutsch: bitterer/giftiger Baum) (Myrsine laetevirens), dessen Rinde von den Ureinwohnern beim Fischen als Ichthyotoxikum (eine für Fische giftige Substanz) benutzt wird, sowie den Lapacho, der Nationalbaum Paraguays.

## Fauna
Der Nationalpark San Rafael ist berühmt wegen seiner Vogelwelt. Es ist die erste „Important Bird Area“ (IBA) von Paraguay und die zweite, die in Südamerika geschaffen wurde. 424 Vogelarten sind dokumentiert, die fast 60 % der im Land vorkommenden Arten ausmachen. Zu den weltweit gefährdeten Arten im Park gehören der Weißbrauenspecht, Wellenohrspecht, Nacktkehl-Glockenvogel, Macuco, Schwarzmaskenguan (Pipile jacutinga), Hahnenschwanz-Tyrann (Alectrurus tricolor), Goldtukan (Pteroglossus bailloni) und die Harpyie, die sich hauptsächlich von Affen und Faultieren ernährt.
Unter den 61 Säugetierarten im Park sind Jaguar, Flachlandtapir, Ameisenbär, Mähnenwolf, Pekari, Rothirsch und Affen anzutreffen. Hinzu kommen 52 Fisch-, 33 Amphibien- und 27 Reptilienarten. Im Jahr 2006 wurden sogar drei der Wissenschaft noch unbekannte Reptilienarten im Nationalpark entdeckt.

## Cenote Tavaí
Am nordöstlichen Rand des Nationalparks, nahe dem Dorf Tava Pora im Departamento Caazapá, befindet sich die einzige Cenote Paraguays. Es ist eine halb-offene Höhle mit einem Wasserfall. Sie liegt etwas abgelegen in einem bewaldeten Gebiet und wurde erst 2020 entdeckt. Das Herab- und Aufsteigen in die Cenote erfordert eine gewisse Anstrengung und Ausrüstung (Seil).

## Weitere Fakten
Innerhalb des Nationalparks leben etwa 150 Ureinwohner des Volks der Mbya, die dort für die Selbstversorgung auf die Jagd gehen.
Einige der Landbesitzer, die bei der Schaffung des Nationalparks ihr Land verloren, wurden bisher noch nicht entschädigt. Daher betreiben sie trotz des gesetzlichen Verbots weiterhin ihre wirtschaftlichen Aktivitäten im Park – vornehmlich Holzschlag und Marihuanaanbau. Es gibt nur einen Ranger der Umweltbehörde SEAM, der den Nationalpark beaufsichtigt.